# Lorenzo Calonga
Lorenzo Calonga (28 d'agost de 1929 - 20 de setembre de 2003) fou un futbolista paraguaià.

## Selecció del Paraguai
Va formar part de l'equip paraguaià a la Copa del Món de 1950. Al Paraguai va jugar a with Cerro Porteño, Club Olimpia i Club Guaraní, amb aquest darrer campió nacional el 1949. A Colòmbia fou jugador de Deportivo Pereira i Independiente Medellín. També jugà a Mèxic a Club León i Club Irapuato.
Un cop retirat fou entrenador a Colòmbia, a Deportes Quindío el 1961. He managed season.